# COMICジャンク
『COMICジャンク』（コミックジャンク）は、あおば出版から発行されていた月刊漫画雑誌。毎月26日発売。2007年2月26日に創刊号として4月号が発売されたが、出版社の経営状態悪化により2007年6月26日に発売された8月号が事実上の最終号となった。AB判で定価390円。

## 概要
触れこみは
- 「お金が欲しい」「美味しいものが食べたい!」「女にモテたい!」
- 負け組が何だ!! 下流がどうした! 格差社会を生き抜く知恵と情報が満載の、乱世を生き抜くサバイバルコミック!

であった。
同誌を創刊するにあたり、青木雄二プロダクションによる「ナニワ金融道」の続編を目玉として持って来たが、創刊2号目にして、作者急病でわずか8ページしか載らないなどの批判がある。
さらに第5号にして連載の多くが急な終了を迎えるなど、雑誌としてとても不安定な状態のまま、出版社の経営状態悪化により事実上の休刊となった。

## 連載作品
- 新ナニワ金融道（青木雄二プロダクション）
- 大市民語録（柳沢きみお）
- 行列店のおいしい法則（秋月めぐる）
- そして僕は山谷へと･･･（北村永吾）
- 開業道（佐藤由男）
- シアワセの泡の町（東陽片岡）
- 東京ふるさとグルメ（水野トビオ）
- 何もなくていそがしい（石原まこちん）
- のぞむよしおのモテたいな（のぞむよしお）
- 恋愛小説彼女（石川たくみ）